# Prozessurteil
Prozessurteil ist ein Endurteil, mit dem das zuständige Gericht eine Klage als unzulässig abweist. Fehlt eine Prozessvoraussetzung, was von Amts wegen zu prüfen ist – existiert also ein sog. Verfahrens- oder Prozesshindernis – und kann der Mangel nicht behoben werden, ist der Rechtsstreit zur Entscheidung reif und die Klage durch Prozessurteil als unzulässig abzuweisen. Aus prozessökonomischen Gründen kann das Gericht anordnen, dass über die Zulässigkeit der Klage abgesondert verhandelt wird und durch Zwischenurteil entscheiden (§ 280 ZPO). Bei Unzulässigkeit kommt eine Klagerücknahme in Betracht, um ein (kostenintensiveres) Prozessurteil zu vermeiden. Ist der beschrittene Rechtsweg unzulässig, wird der Rechtstreit durch Beschluss an das zuständige Gericht verwiesen (§ 281 ZPO).
Im Prozessurteil wird im Gegensatz zum Sachurteil nicht über den der Klage zugrunde liegenden Sachverhalt selbst entschieden. Über eine unzulässige Klage darf kein der Rechtskraft fähiges Sachurteil ergehen. Es entfaltet daher im Unterschied zum Sachurteil nur eine begrenzte Rechtskraftwirkung, die sich nur auf diejenigen Zulässigkeitsvoraussetzungen erstreckt, über die auch entschieden worden ist.
Je nach Verfahrensart ergeben sich daraus unterschiedliche Konsequenzen:
- Im Zivilprozess ist der Kläger mit seinem Anspruch nicht endgültig ausgeschlossen (vgl. Präklusion), sondern kann die Klage erneut erheben, wenn es ihm gelingt, das vom Gericht festgestellte Zulässigkeitshindernis zu beseitigen und der geltend gemachte Anspruch nicht zwischenzeitlich verjährt ist.
- Im Strafprozess wird das Verfahren bei einem Verfahrenshindernis in der Hauptverhandlung durch Urteil eingestellt, das gem. § 260 Abs. 3 StPO als Einstellungsurteil bezeichnet wird.[7]